# Ratpenat frugívor de Wallace
El ratpenat frugívor de Wallace (Styloctenium wallacei) és una espècie de ratpenat de la família dels pteropòdids. És endèmic d'Indonèsia. El seu hàbitat natural són els boscos primaris a altituds de fins a 1.100 msnm, tot i que també viu en boscos lleugerament pertorbats. Està amenaçat per la pèrdua d'hàbitat i, probablement, per la caça pels humans.